# 오노오촌
오노오촌(大生村)은 이바라키현 유키군에 일찍이 존재했던 촌이다. 현재의 조소시에 해당한다.

## 역사
- 1889년 4월 1일 - 정촌제 시행에 의해 도요다군 오노오촌이 성립하였다.
- 1896년 4월 1일 - 군 재편에 따라 유키군이 성립하였다. 오노오촌은 유키군에 속하게 되었다.
- 1954년 7월 10일 - 미즈카이도정에 편입하여, 미즈카이도정이 당일 시로 승격해 미즈카이도시가 되어, 동일 오노오촌은 폐지되었다.

## 교통

### 철도
조소쓰쿠바 철도(현 간토철도) 조소선이 촌 구역을 통과하고 있었으나 당시에는 역이 존재하지 않았으며, 1972년 3월 15일 구 촌 구역 내에 미즈카이도(北水海道)역이 개업했다. 

## 참고문헌
- 角川日本地名大辞典 8 茨城県